# Chaetonotus spinulosus
Chaetonotus spinulosus är en djurart som tillhör fylumet bukhårsdjur, och som beskrevs av Stockes 1887. Chaetonotus spinulosus ingår i släktet Chaetonotus och familjen Chaetonotidae. Inga underarter finns listade i Catalogue of Life.